# Torreglia
Torreglia (velenceiül Toreja) település Olaszországban, Veneto régióban, Padova megyében. Lakosainak száma 6003 fő (2023. január 1.). Torreglia Abano Terme, Montegrotto Terme, Teolo és Galzignano Terme községekkel határos.

## Népesség
A település lakossága az elmúlt években az alábbi módon változott:
| Lakosok száma | 6166 | 6119 | 6003 |
|               | 2017 | 2018 | 2023 |